# Nintendo System Development
La Nintendo System Development Division (o SDD), conosciuto precedentemente come Nintendo Network Business & Development (o NBD), Nintendo Network Service Development (o NSD) e Nintendo Special Planning & Development (o SPD), si trovava nel Nintendo Research Institute a Kyoto, in Giappone, finché non si trasferì nel Nintendo Development Center, anch'esso situato a Kyoto. La divisione consisteva in un singolo team di sviluppo (proveniente principalmente da Nintendo R&D2, predecessore della divisione SDD) che si occupava della produzione di software e hardware. SDD era composto da due dipartimenti di sviluppo con compiti differenziati: il Network Development & Operations Department, che si occupava della programmazione del servizio Nintendo Network, in collaborazione con Nintendo Network Service Database, e l'Environment Development Department, che sviluppava, tra le altre tecnologie, il Software Development Kits (SDKs).
Il team è stato responsabile principalmente dello sviluppo interno per hardware di basso profilo come Pokémon mini e Super Famicom Satellaview. La maggior parte dei software sviluppati dal gruppo sono stati distribuiti solo in Giappone e non sono mai usciti dalla nazione. Il direttore generale originario, Satoshi Yamato, ha prodotto tutti i software interni per GBA ed e-Reader.
Il 16 settembre 2015, SDD si fuse con Nintendo Integrated Research & Development (IRD), dando vita a Nintendo Platform Technology Development.

## Storia
- 1996: Dal Nintendo Nintendo R&D2 viene creato un nuovo team di sviluppo.
- 1996: Satoshi Yamato viene nominato manager e produttore.
- 1997: il team di sviluppo viene chiamato Nintendo Special Planning & Development.
- 2007: Shinya Kawada viene promosso a produttore.
- 2008: il team viene rinominato Nintendo Network Service Development
- 2013: il nome della divisione cambia da Nintendo Network Service Development a Nintendo System Development
- 2015: il 16 settembre Nintendo SDD si unisce a Nintendo Integrated Research & Development per formare il Nintendo Platform Technology Development

| Titolo                                  | Data uscita | Piattaforma  | Director             | Producer             |
| --------------------------------------- | ----------- | ------------ | -------------------- | -------------------- |
| Satellaview                             | 1995        | Hardware     | Masaru Shimomura     | Satoshi Yamato       |
| BS Super Mario USA Power Challenge      | 1996        | Satellaview  | Toshiaki Suzuki      | Satoshi Yamato       |
| BS Marvelous Time Athletics             | 1996        | Satellaview  | Eiji Aonuma          | Satoshi Yamato       |
| BS Marvelous Camp Arnold                | 1996        | Satellaview  | Yoshinori Tsuchiyama | Satoshi Yamato       |
| BS F-Zero Grand Prix                    | 1997        | Satellaview  | Toshiaki Suzuki      | Satoshi Yamato       |
| Excitebike: Super Mario Cup Battle      | 1997        | Satellaview  | Yoshinori Tsuchiyama | Satoshi Yamato       |
| Mobile Adapter GB                       | 2001        | Hardware     | Masaru Shimomura     | Satoshi Yamato       |
| Pokémon Party Mini                      | 2001        | Pokémon Mini | Shinya Kawada        | Satoshi Yamato       |
| Pokémon Pinball Mini                    | 2001        | Pokémon Mini | Shinya Kawada        | Satoshi Yamato       |
| Sakura Momoko no Ukiuki Carnival        | 2002        | GBA          | Toru Osawa           | Satoshi Yamato       |
| Pokémon Race Mini                       | 2002        | Pokémon Mini | Shinya Kawada        | Satoshi Yamato       |
| Pokémon Shock Tetris                    | 2002        | Pokémon Mini | Shinya Kawada        | Satoshi Yamato       |
| Pokemotion                              | 2003        | Hardware     | Shinya Kawada        | Satoshi Yamato       |
| Mario Party-e                           | 2002        | e-Reader     | Toru Osawa           | Satoshi Yamato       |
| Slide Adventure MAGKID                  | 2007        | NDS          | Isshin Shimizu       | Shinya Kawada        |
| Personal Trainer: Walking               | 2008        | NDS          | Naoya Morimura       | Shinya Kawada        |
| La guida in cucina: Che si mangia oggi? | 2008        | NDS          | Hirotaka Watanabe    | Yoshinori Tsuchiyama |